# Theo Ogbidi
Theo Ogbidi (* 2. Februar 2001 in Halle (Saale)) ist ein deutscher Fußballspieler. Seit 2025 steht er beim Drittligisten Energie Cottbus unter Vertrag.

## Karriere
Nach seinen Anfängen in der Jugend von RB Leipzig, wechselte er im Sommer 2016 zur Jugendabteilung des 1. FC Magdeburg. Nachdem er für seinen Verein 78 Spiele in der B- und A-Junioren-Bundesliga bestritten hatte, kam er dort auch zu seinem ersten Einsatz im Profibereich, als am 34. Spieltag in der 72. Spielminute für Mario Kvesić eingewechselt wurde.
Zur Saison 2020/21 wechselte er zum Chemnitzer FC in die Regionalliga Nordost. Bis zum Abbruch der Saison infolge der COVID-19-Pandemie, bestritt er 12 von 13 möglichen Ligaspielen für Chemnitz sowie ein Spiel im DFB-Pokal und vier Spiele im Sächsischen Landespokal.
Im Sommer 2021 wechselte er zum Ligakonkurrenten 1. FC Lokomotive Leipzig an, um parallel ein Studium in Leipzig aufzunehmen. Trotz eines absehbar längeren Ausfalls aufgrund eines Kreuzbandrisses, wurde sein Vertrag im August 2023 um zwei Jahre verlängert. Im März 2024 kehrte er ins Training zurück und kam im Mai 2024 erstmals wieder zum Einsatz.
Im Sommer 2025 wechselte er zu Energie Cottbus.

## Erfolge
- Sachsenpokal-Sieger: 2019/20, 2022/23